# French Interpreter Policeman
Pour plus de détails, voir Fiche technique et Distribution.
French Cops Learning English (French Interpreter Policeman) est un film muet de Georges Méliès sorti en 1908.

## Synopsis
Dans une salle de classe intitulée « English School under the management of Miss Blackford », des policiers français et leur chef s'efforcent d'apprendre des mots en anglais.

## Fiche technique
Sauf indication contraire, les informations mentionnées dans cette section peuvent être confirmées par la base de données cinématographiques IMDb,  présente dans la section « Liens externes ».
- Titre original : French Interpreter Policeman
- Titre anglais : French Cops Learning English[1]
- Réalisation : Georges Méliès
- Société(s) de production : Star-film
- Société(s) de distribution : Star-film
- Pays de production :  France
- Format : 1,33:1 - 35 mm - Muet
- Métrage : 138 m[2]
- Durée : 7 minutes

## Distribution
- Georges Méliès : l'inspecteur de police[3]